# Melrose (Australia)
Melrose è una città dell'Australia Meridionale (Australia); essa si trova 270 chilometri a nord-est di Adelaide ed è la sede della Municipalità di Mount Remarkable. Al censimento del 2006 contava 431 abitanti.